# Jelena Bielakowa
Jelena Bielakowa (ros. Елена Белякова ur. 7 kwietnia 1976 w Dołgoprudnyj) – rosyjska lekkoatletka, specjalizująca się w skoku o tyczce.

## Osiągnięcia
- złoty medal Igrzysk Dobrej Woli (Nowy Jork 1998)
- 8. miejsce podczas mistrzostw świata (Sewilla 1999)
- srebro halowych mistrzostw Europy (Gandawa 2000)
- 4. lokata na mistrzostwach Europy (Monachium 2002)
- 8. miejsce w mistrzostwach świata (Paryż 2003)
- wielokrotna mistrzyni Rosji[1][2]

Bielakowa reprezentowała Rosję podczas igrzysk olimpijskich w Sydney (2000). Podobnie jak pozostałe dwie startujące Rosjanki (Jelena Isinbajewa i Swietłana Fieofanowa) nie zaliczyła żadnej wysokości w eliminacjach i odpadła z dalszej rywalizacji.

## Rekordy życiowe
- skok o tyczce (stadion) – 4,60 (2003)
- skok o tyczce (hala) – 4,55 (2001)